# Autódromo de Dubái

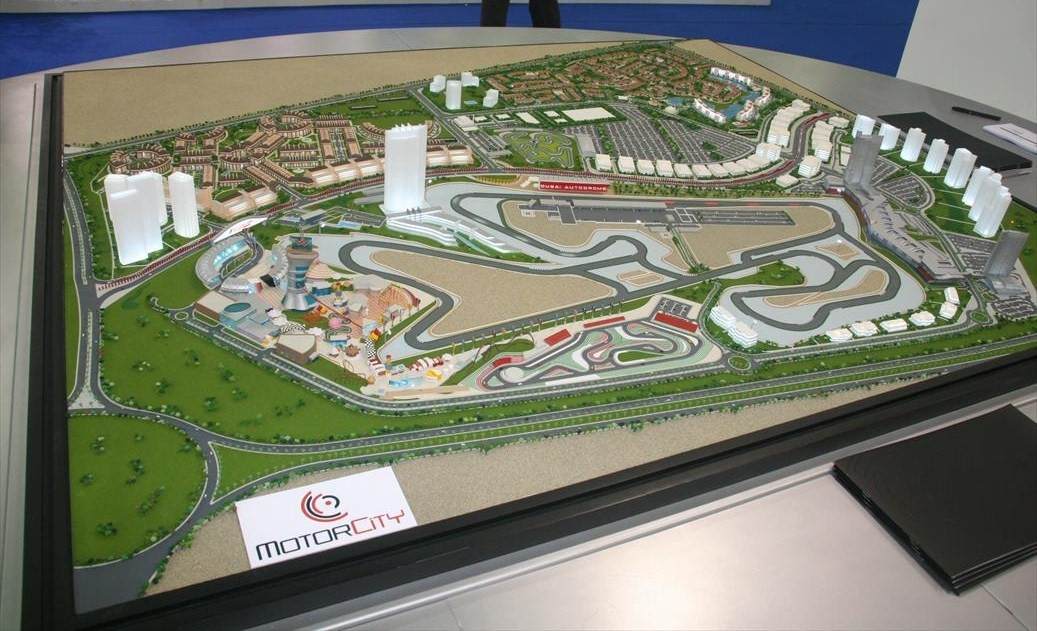
Maqueta de MotorCity, el proyecto que incluye al autódromo de Dubái.

El Autódromo de Dubái es un autódromo situado en Dubái, Emiratos Árabes Unidos. El trazado más largo de Dubái tiene una longitud de 5.390 metros, y el récord de vuelta es de 1:41.220 logrado por el piloto japonés Kamui Kobayashi en una carrera de la GP2 Asia Series. Asimismo, existen tres trazados más pequeños, de 4.290, 3.560 y 2.460 metros de recorrido.
Se inauguró en octubre de 2004 con la fecha final de la Eurocopa de Fórmula Renault V6. A fines de 2005, recibió a la categoría de monoplazas A1 Grand Prix en su temporada inaugural, y el Campeonato FIA GT corrió allí entre las temporadas 2004 y 2006.
Desde entonces, las únicas categorías internacionales que han corrido en Dubái fueron la GP2 Asia Series y la Speedcar Series. Como el también emiratí Circuito de Yas Island albergará el Gran Premio de Abu Dabi de Fórmula 1 desde 2009, se cree como poco probable que Dubái reciba un Gran Premio de esa competencia. Por otra parte, alberga las 24 Horas de Dubái, una carrera de resistencia para gran turismos y turismo organizada por Creventic desde 2006.
Dubái estuvo en negociaciones para albergar una competencia de la IndyCar Series para el calendario de la temporada 2015, pero no se concretó.

## Galería de fotos de los cursos de este tema

### Trazados del circuito
Los siguientes trazados disponen del área de boxes

Trazado Gran Premio
Trazado Club
Trazado Internacional
Trazado Nacional

### Otros trazados

Trazado Hill
Trazado Oval